# Mika Halvari
Mika Halvari (ur. 13 lutego 1970 w Kemi) – fiński lekkoatleta, kulomiot.
Na Igrzyskach Olimpijskich w Atlancie w 1996 zajął 14. miejsce w kwalifikacjach, nie awansując do finału. W 1995 w Barcelonie sięgnął po tytuł halowego mistrza świata. W tym samym roku w Göteborgu zdobył srebrny medal mistrzostw świata na otwartym stadionie. W 1998 został halowym wicemistrzem Europy oraz zwyciężył w superlidze pucharu Europy. Trzykrotnie był mistrzem Finlandii na otwartym stadionie (1994, 1995, 1997) i sześciokrotnie w hali (1994, 1995, 1996, 1997, 1998, 2000). Wielokrotny reprezentant kraju w meczach międzypaństwowych (10 zwycięstw indywidualnych w kategorii seniorów).
Swój halowy rekord życiowy (22,09 m) ustanowił 7 lutego 2000 w Tampere, jest to aktualny rekord Finlandii. Jego rekord życiowy na otwartym stadionie wynosi 21,50 m i został ustanowiony 9 lipca 1995 w Hämeenkyrö.